# Canarium luzonicum
Canarium luzonicum är en tvåhjärtbladig växtart som först beskrevs av Carl Ludwig von Blume, och fick sitt nu gällande namn av Friedrich Anton Wilhelm Miquel. Canarium luzonicum ingår i släktet Canarium och familjen Burseraceae. Inga underarter finns listade i Catalogue of Life.